# Жисмонда (Муха)

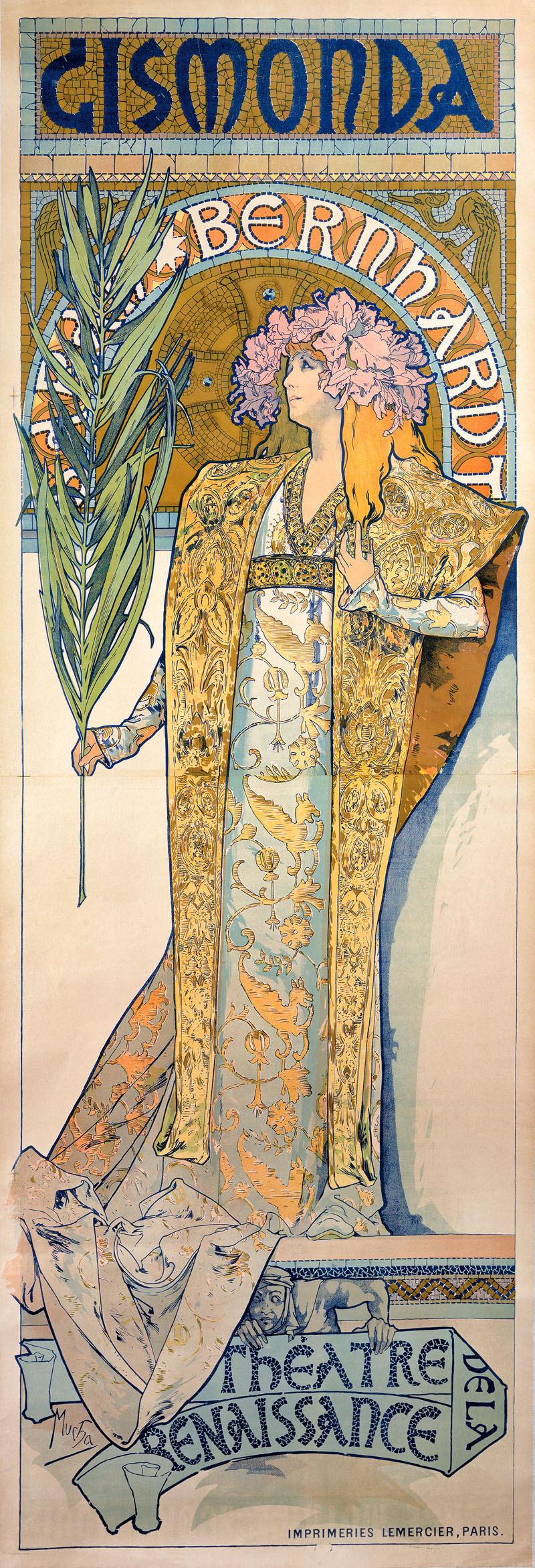
«Жисмонда». 1894—1895. Приватна колекція

«Жисмонда» (чеськ. Gismonda) — літографічна афіша чеського художника і графіка Альфонса Мухи (1860—1939). Створена у 1894—1895 роках. Зберігається у приватній колекції. 
Афіша була створена на замовлення актриси Сари Бернар (1844—1923) для її театру «Ренесанс» у Парижі та призначалася для театральної постановки грецької мелодрами на 4 дії «Жисмонда», яку написав Віктор'єн Сарду у 1894 році. Муха отримав замовлення несподівано після того, як Сара Бернар опівдні відмовилась від ескізу, який запропонувала типографія Lemercier. Сама прем'єра вистави відбулась ще восени 1894 року, а Муха створив афішу для нової постановки 4 січня 1895 року. А афішу виконав ще невідомий до тієї пори художник.
Вона стала поворотним пунктом у творчій кар'єрі Мухи. Афіша з'явилась на вулицях Парижу у перший тиждень січня 1895 року та справила справжню сенсацію, ставши революцією в області плакатного дизайну. Незвичний формат — вузький та витягнутий верх, зображення у натуральну величину, у повний зріст прославленої трагічної актриси, багатство добре підібраних кольорів мали надзвичайний драматичний ефект. Мотив був взятий із сцени, яка представляє урочисту процесію у фінальній дії вистави. Це визначило і стилістичну концепцію афіші: розкішний, подібний до жрецького вбрання костюм, символічна пальмова гілка та виконаний у вигляді мозаїки фон у формі німбу — все це передавало священну атмосферу, яка відображала не меншою мірою благоговіння перед актрисою як культовою фігурою, музою прекрасної епохи. 
На цю афішу посилаються як на досконалу концепцію плакату; для Мухи вона стала сходинкою на початку до виняткового особистого стилю «Le Style Mucha», і він кваліфікується з цих пір як видатний представник стилю Паризького модерну. Сарі Бернар живописне втілення її драматичного мистецтва здалося настільки переконливим, що вона вирішила підписати із художником 6-річний контракт. Також Бернар використовувала цю афішу під час свого американського турне у 1896 році.
Два типографських відтиски афіші «Жисмонда» зберігаються у Музеї Мухи в Празі.